# 拉傑沙希縣
拉傑沙希縣 是孟加拉國拉傑沙希區的一個縣，位於該國西部，南面恆河，並與印度相鄰。面積2,047.01平方公里。1991年人口2,2686,874人。
下分九個鄉。